# Operon
Ett operon är en väsentlig DNA-sekvens för ett mer effektivt drivande av transkription, och därmed proteinsyntes. Ett operon kan betraktas som en sträcka DNA med besläktade gener som tillsammans delar ett gemensamt slutmål, jämte dess operator, promotor samt repressor som möjliggör transkription. Operon finns endast i prokaryota celler, t.ex. bakterier där den ofta har en vital roll för bland annat cellers livnäring på vissa molekyler. Det mest välkända exemplet på detta är även det sätt som operon upptäcktes av fransmännen Lwoff, Jacob och Monod, vilket är E. coli-bakteriens livnäring på laktos, som möjliggörs av lac-operonet.
Ordet operon härstammar från operera, vilket kännetecknar operonets funktion som effektiviserande av transkriptionen. Effektiviserande sker i den mån att gener med ett gemensamt slutmål är placerade nära varandra, i ett operon, istället för att vara placerade vid olika positioner i cellen. Om t.ex. flera subenheter, dvs. proteiner, som är beståndsdelar i ett enzym, inte kunde ha sin verkan eftersom en av subenheterna inte transkriberades skulle det bli väldigt oekonomiskt för cellen. Det hade ytterligare varit oekonomiskt för cellen ifall varje gen för de olika subenheterna hade varit tvungen att ha en egen promotor och andra element för transkription. Operonet effektiviserar på så sätt cellens proteinsyntes genom att placera generna i ett operon där de delar på en gemensam promotor, operator och repressor. Vid ett plötsligt behov av ett enzym kan därför operonet i ett svep skapa de proteiner som behövs för bildandet av detta enzym, t.ex. laktas då laktos behöver brytas ner i E. coli-bakterier (se lac-operon).